# Hersilia wellswebberae
Hersilia wellswebberae là một loài nhện trong họ Hersiliidae.
Loài này thuộc chi Hersilia. Hersilia wellswebberae được miêu tả năm 1998 bởi Martin Baehr & Barbara Baehr.